# Jamie Rivera
Mary Jane C. Mendoza, més coneguda com Jamie Rivera, (Manila, Filipines, 29 d'agost de 1966) és una cantant de música pop filipina. Va estudiar i es va graduar a la Universitat Sant Tomás de Manila, i es va iniciar en la música a partir de 2001, amb el seu primer àlbum discogràfic titulat My Life Is in Your Hands.

## Discografia
- Feel So Right
- OPM Timeless Collection Gold Series
- Once More: Songs Of Love And Life. . .
- Second Thoughts
- Pangako
- Greatest Hits
- Jamie Rivera
- We Can Show the World!
- All Out for Love
- Hey, It 's Me
- Jubilee Song
- The Purpose Driven Life
- Jamie: At Her Best
- HOPE (Healing of Pain and Enlightenment)